# Die flambierte Frau
Die flambierte Frau é um filme de drama alemão de 1983 dirigido e escrito por Robert van Ackeren e Catharina Zwerenz. Foi selecionado como representante da Alemanha Ocidental à edição do Oscar 1984, organizada pela Academia de Artes e Ciências Cinematográficas.

## Sinopse
Eva é uma dona de casa da classe alta que decide deixar o marido arrogante para trás e começar uma nova vida como acompanhante. Com a ajuda de Yvonne, uma garota de programa, ela aprende o básico sobre sua nova profissão. Eva começa a ter um caso com Chris e pouco tempo depois descobre que ele também é garoto de programa. Então, ela passa a morar na casa de Chris, que é grande o suficiente para que ambos possam oferecer seus serviços separadamente.
Aos poucos, Eva vai descobrindo o mundo do sadomasoquismo e se vê cada vez mais apaixonada em ser uma dominatrix. Chris vê que Eva está conseguindo muito dinheiro com esse ramo da dominação e começa a sentir ciúmes. A partir daí, a tensão no relacionamento dos dois se resume a conflitos causados pelos instintos possessivos de Chris.

## Elenco
- Gudrun Landgrebe como Eva, uma dona de casa de classe alta que larga tudo para trabalhar como acompanhante/dominatrix.
- Mathieu Carrière como Chris, gigolô com quem Eva acaba tendo um relacionamento.
- Hanns Zischler como Kurt, melhor amigo de Chris.
- Gabriele Lafari como Yvonne/Karin, garota de programa que ajuda Eva na nova profissão.